# سندرم فری

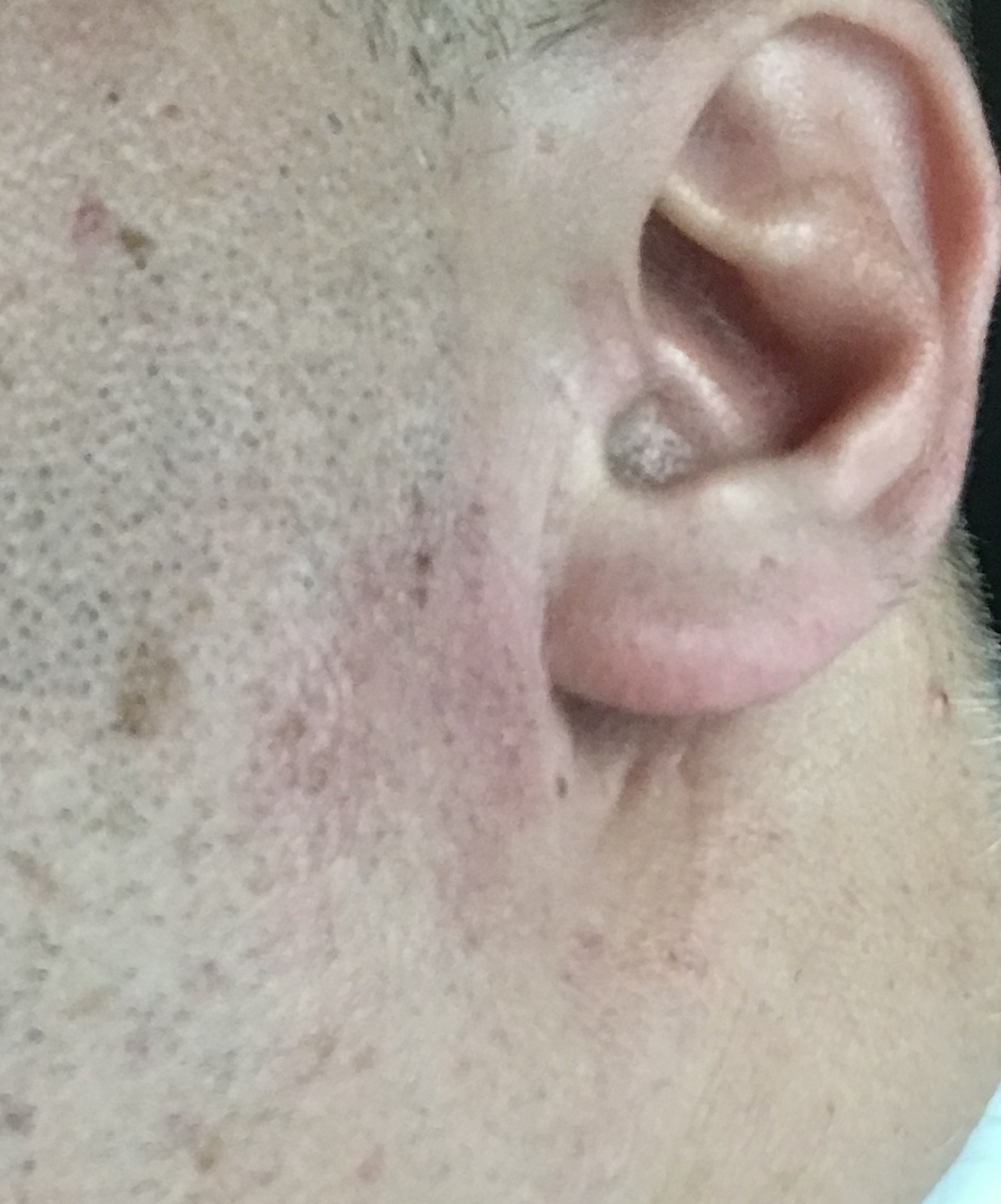
قرمزی و تعریق روی گونه های یک بیمار مبتلا به سندرم فری

سندرم فری (به انگلیسی: Frey's syndrome) که به نام‌های auriculotemporal syndrome, Dupuy’s syndrome، یا Baillarger's syndrome نیز شناخته می‌شود، یک بیماری عصبی نادر است که در نتیجه آسیب به غده پاروتید (که از غدد بزاقی به‌شمار می‌رود) یا آسیب در نزدیکی این غده، یا در اثر آسیب به عصب auriculotemporal که معمولاً در اثر جراحی اتفاق می‌افتد بروز می‌یابد.
علائم سندرم فری شامل قرمزی و تعریق روی گونه‌ها در نزدیکی گوش است. این حالت می‌تواند در هنگامی که فرد خوراکی‌هایی که تشکیل بزاق را تحریک می‌کنند می‌خورد، یا حتی در هنگام نگاه کردن، خواب دیدن، فکر کردن با حرف زدن راجع به این خوراکی‌ها ایجاد شود. یکی از راه‌های تشخصی این وضعیت، مشاهده تعریق در این تاحیه پس از خوردن لیمو ترش است.